# Шотландська книга

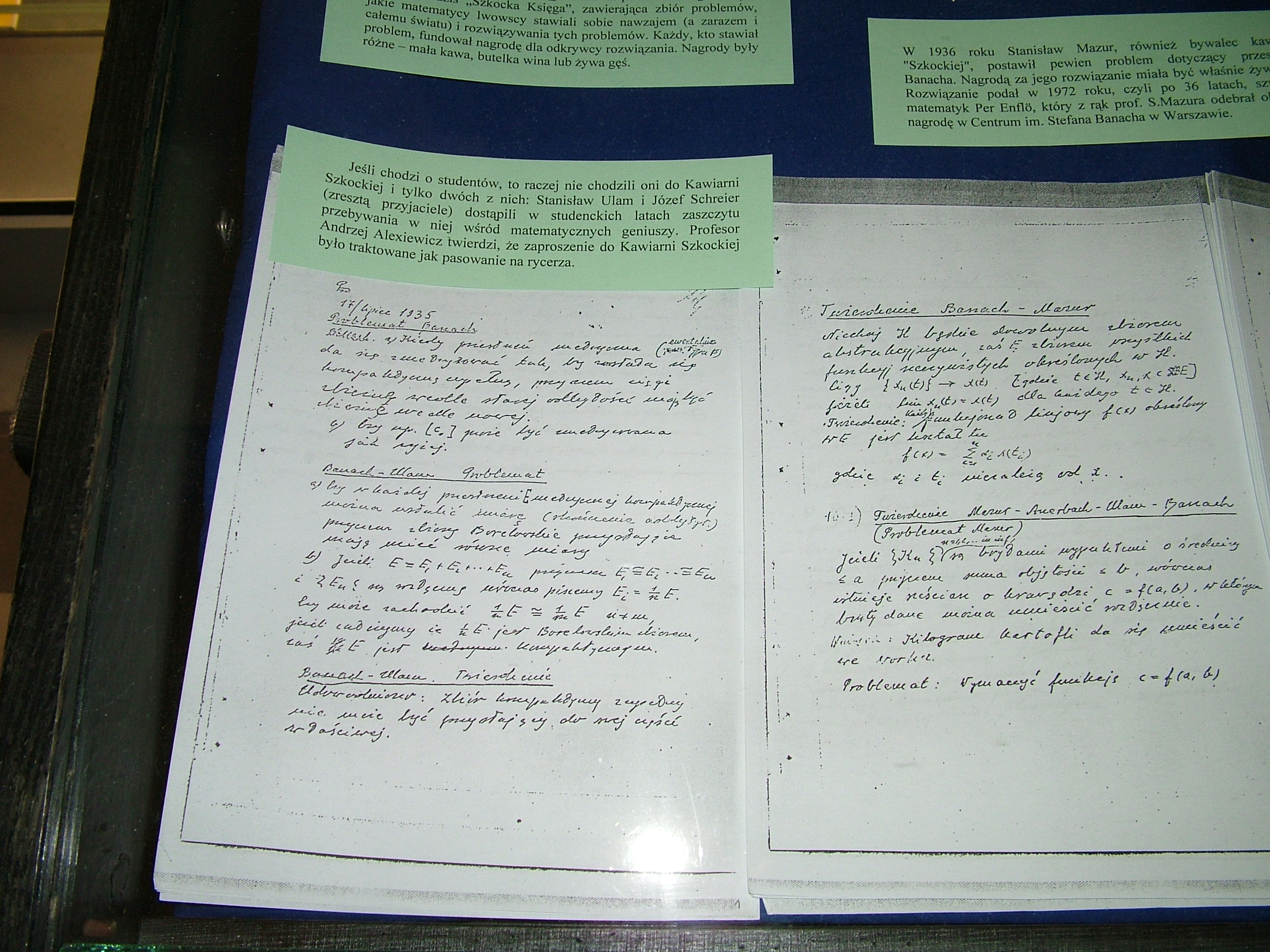
Фрагмент Шотландської книги

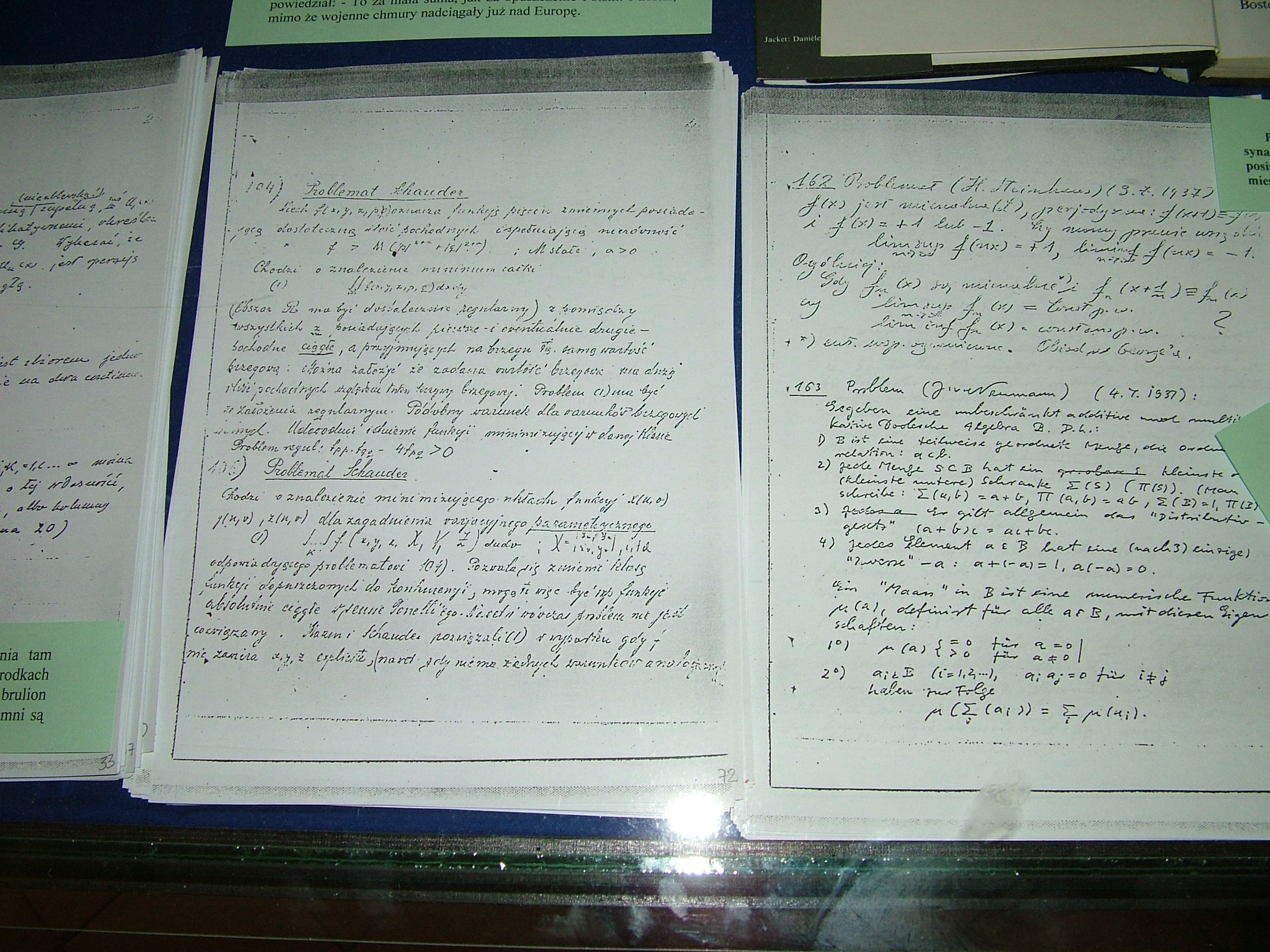
Записи Юліуша Шаудера, Гуґо Штейнгауза та Яна фон Неймана

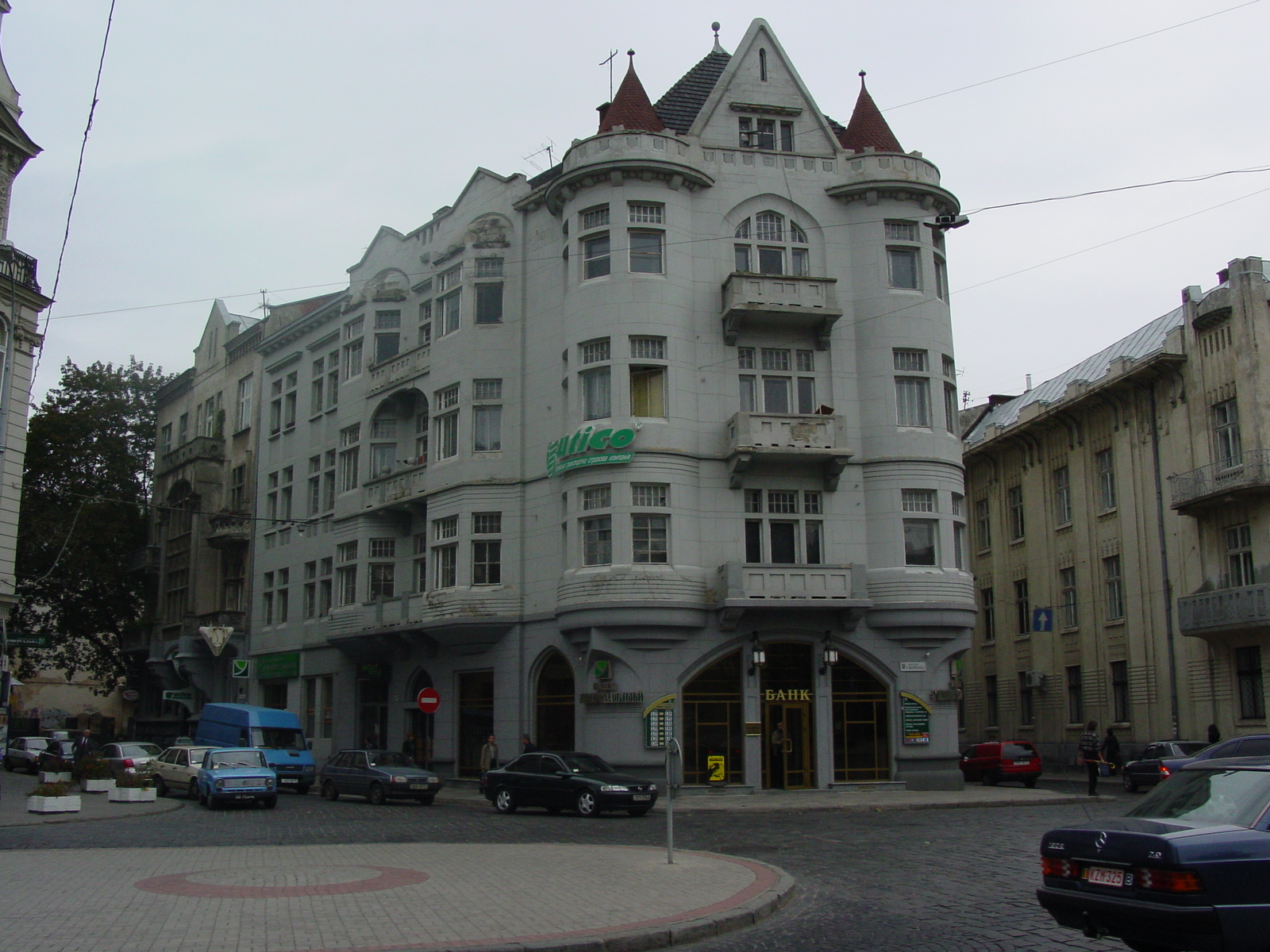
Будівля, на першому поверсі якої була розташована «Шотландська кав'ярня» (проспект Шевченка, 27 у Львові)

Шотландська або Шкоцька книга (пол. Księga Szkocka) — грубий зошит, в якому львівські математики занотовували нерозв'язані математичні проблеми під час своїх зустрічей у Шотландській кав'ярні. Спочатку всі свої викладки математикам робили на паперових серветках, а коли не вистачало й тих — писали прямо на мармурових столах. Так тривало, доки дружина професора Стефана Банаха, Люція не придбала цей зошит, що пережив другу світову війну і нині перебуває у приватній власності в Німеччині.
Записи велися переважно польською мовою.

## Історія
Записи в книзі велися протягом 1935—1941 років і припинилися лише з окупацією Львова німецькими військами. Загалом у книзі записано 193 математичні задачі, серед яких є як фундаментальні проблеми функціонального аналізу, так і просто цікаві головоломки.
Книгу зберігали в гардеробі кав'ярні, а за розв'язок однієї з задач було навіть встановлено приз — живого гусака. Цей приз уже в 1970-х роках дістався молодому шведському математику Перу Енфльо.
Улітку 1939 року професори Станіслав Мазур та Станіслав Улям вирішили, що у разі війни книгу необхідно закопати, сховавши в невеличкій скриньці. Зараз невідомо, чи сталося все саме так, але достеменно відомо, що Люція Банах після смерті чоловіка перевезла книгу зі Львова до Вроцлава. У Вроцлаві були створені машинописні копії книги, одна з яких у 1956 році була відправлена професору Станіславу Уляму. Коли математики усього світу дізналися про існування цієї книги, то почали просити Уляма про її публікацію.
Після консультації зі Штейнгаузом, вчений вирішив перекласти книгу англійською мовою, щоб якомога більше людей дізналися про її існування. Оскільки багатьох з її авторів вже не було в живих, він вирішив зберегти всі записи без будь-яких змін.
«Колекція цих записів допомагає створити уявлення про сферу інтересів невеликої математичної групи, ілюструє методи їх роботи і хід думок, а також відображає неформальний спосіб життя одного з найважливіших математичних центрів» — писав Улям у передмові до книги. У 1977 році машинописні копії були передруковані, а в 1981 році вийшла «Шотландська книга: математика в „Шотландському кафе“» за редакцією Р. Даніеля Молдіна — версія з коментарями та лекціями з математичною конференції.
У 1945 році у Вроцлаві професором Гуго Штейнгаузом було засновано Нову Шотландську книгу і записи у 1945-1958 роках робили до неї.
21 травня 2021 року з нагоди 85-ї річниці створення всесвітньовідомої «Шотландської книги» та відзначення внеску Львівської математичної школи у розвиток світової математики, Львівське математичне товариство відкрило інформаційну таблицю на фасаді будинку «Шотландської кав'ярні».